# كاري فولر
كاري فولر (بالإنجليزية: Cary Fowler)‏ هو فلاح أمريكي، ولد في ديسمبر 1949 في ممفيس في الولايات المتحدة.